# Dornier Do 215
Die Dornier Do 215 war ein zweimotoriges Flugzeug des deutschen Herstellers Dornier, das als Aufklärer und Nachtjäger Verwendung fand. Die Dornier-Werke führten das Flugzeug als Mehrzweckflugzeug auf und gaben dabei folgende Verwendungszwecke an: Schwerer Bomber, Fernbomber, Fernaufklärer, kombinierter Bombenaufklärer, Tiefangriffsflugzeug und Zerstörer.

## Entwicklung und Produktion
Auf Grund des Aufsehens, das die Dornier Do 17 im Sommer 1937 bei einer Luftfahrtschau in Zürich erregt hatte, begannen sich zahlreiche Staaten für das Muster zu interessieren. Jugoslawien erwarb eine Produktionslizenz für die Versionen Do 17K und Do 17M. In der Zwischenzeit ging mit der Do 17Z eine neue Version für die Luftwaffe in die Produktion, die jedoch nicht für den Export zugelassen wurde. Dornier bemühte sich bald um eine solche Zulassung. Das Reichsluftfahrtministerium erlaubte schließlich den Export unter der Auflage einer abweichenden Bezeichnung Do 215.
Wie auch zuvor war Jugoslawien der erste Interessent. Eine Do 17 Z-0 der Vorserie wurde als Vorführungsmaschine mit einem Paar Gnôme-Rhône-14N-Sternmotoren ausgerüstet und erhielt die Bezeichnung Do 215 V2, bevor sie der jugoslawischen Luftwaffe vorgeführt wurde. Zuvor war bereits eine Do 17 Z-0 mit den standardmäßig verwendeten BMW-Motoren Bramo 323A-1 zur Do 215 V1 umbenannt worden. Die V2 zeigte allerdings kaum verbesserte Flugeigenschaften gegenüber dem Vorgängermuster, das sich in Jugoslawien bereits in der Produktion befand, so dass keine Bestellung aufgegeben wurde. Daraufhin entschied sich Dornier, die Do 215 mit den stärkeren DB-601A-Motoren von Daimler-Benz auszurüsten. Ein entsprechender Prototyp flog unter der Bezeichnung Do 215 V3 (W.-Nr. 96) und zeigte gegenüber den anderen Prototypen erhebliche Leistungssteigerungen.
Es folgte eine Reihe weiterer Testmaschinen:
- Für die Version B-4 diente die V2 (Werksnummer 43) als Versuchsmuster.
- Die Variante B-6 (TK-9-Einbau Posen) wurde an der Werksnummer 16 erprobt.
- Die Werksnummer 89 war der Prototyp für den Nachtaufklärer B-10.
- Der Prototyp der Version B-2 (Rüstgerät 2) war die Werksnummer 99.
- Die Werksnummer 59 stellte den B-9-Prototyp dar.

Im Dezember 1939 bestellte Schweden 18 Do 215 A-1 als Ersatz für die nicht gelieferten französischen Breguet 694. Die bestellten Maschinen wurden aber auf Grund eines deutschen Exportembargos nicht geliefert und die Bestellung in der Folge im September 1940 storniert. Stattdessen übernahm die deutsche Luftwaffe die Flugzeuge.
Die Dornier Do-215-B-Reihe war das Serienmodell für die deutsche Luftwaffe. Zwischen Dezember 1939 und Januar 1941 wurden insgesamt 101 Stück gefertigt. Dazu ist die W.-Nr. 1 als erster Prototyp zu rechnen, so dass insgesamt 102 Do 215 gebaut wurden.
Im Jahre 1941 erhielten einige Do 215B den bereits in der Do 17 Z-10 „Kauz II“ montierten Waffenkopf statt der Bugverglasung für Nachtjagdzwecke. Diese Maschinen erhielten die Bezeichnung Do 215 B-5. Mindestens 17 Flugzeuge wurden zu solchen Nachtjägern umgebaut.
Zwei Exemplare des Typs wurden unter der Bezeichnung Do 215 B-3 zu Testzwecken an die Sowjetunion geliefert. In der Anfangsphase des Krieges sollen mit einer dieser Maschinen Einsätze durchgeführt worden sein. Die Flüge wurden aber nach kurzer Zeit wegen des hohen Risikos, durch die eigene Luftverteidigung abgeschossen zu werden, wieder eingestellt.

## Einsatz
Bis Mai 1940 erhielten alle Staffeln der Aufklärungsgruppe / Oberbefehlshaber der Luftwaffe (Aufkl.Gr./Ob.d.L.) Maschinen verschiedener Do-215A- und Do-215B-Varianten. Die 1. Staffel operierte mit einem Mix aus Do 215 A-0 und Do 215 B-4 für Langstrecken-Aufklärung, während die 2. und 3. Staffel mit Do 215 B-4 neben anderen Flugzeugtypen ausgerüstet war. Der Typ kam zudem bei der 1.(F)/Aufkl.Gr. 124 und der 2.(F)/Nachtaufklärungsgruppe zum Einsatz.
1941 wurden einige Do 215B zur Nachtjägerversion Do 215 B-5 umgerüstet und kamen bei der 4. Staffel des Nachtjagdgeschwaders 2 (4./NJG 2) zum Einsatz, das von den besetzten Niederlanden aus operierte.
Im Jahr 1942 erhielt Ungarn einige Do 215 B-4 aus Luftwaffenbeständen und setzte sie als Langstrecken-Aufklärer an der Ostfront ein.
Im weiteren Verlaufe des Krieges wurde die Do 215 teilweise als Reise- und Schulflugzeug verwendet.

### Einsatzstaaten
- Deutsches Reich
- Ungarn
- Sowjetunion (nur Tests)
- (nicht gelieferte) Bestellung aus:
  -  Schweden

## Technische Beschreibung
Tragflächen
Bei der Dornier Do 215 handelte es sich um einen freitragenden Schulterdecker mit zweiholmigen Tragflächen in Ganzmetallbauweise mit Schlitzquerruder und geteilten Spreizklappen zwischen Querruder und Rumpf; die Klappen wurden elektrisch betätigt.
Rumpf
Am Ganzmetallrumpf, ausgeführt in Schalenbauweise, war ein so genannter Kampfkopf mit verglaster Nase als Rumpfspitze angebracht. Der Einstieg in die Maschine erfolgte durch eine Klappe im Rumpfboden.
Leitwerk
Das Höhenleitwerk aus Ganzmetall war freitragend ausgeführt, die zweiteilige Höhenflosse war während des Fluges verstellbar und mit je einer Trimmklappe ausgestattet. Das Seitenleitwerk aus Ganzmetall war doppelt ausgeführt (je eine Endscheibe) und freitragend, die Seitenruder waren stoffbespannt.
Fahrwerk
Sowohl die Haupträder als auch das verkleidete Heckspornrad waren elektrisch einziehbar ausgeführt. Auf das Fahrwerk wirkten Radbremsen.
Der Hauptunterschied zur Do 17Z bestand in der Motorisierung mit den flüssigkeitsgekühlten Daimler-Benz-DB-601-Triebwerken statt der luftgekühlten Bramo 323 sowie einer geänderten Ausrüstung. Letztlich wurde die Maschine mit den 1100 PS leistenden Triebwerken DB 601 B-1 ausgerüstet.

## Versionsübersicht
- Do 215 B-0: insgesamt drei Maschinen aus der ursprünglichen A-Reihe, umgerüstet für die Luftwaffe und mit FuG 10 ausgestattet; Verwendung als so genannte Aufklärungsbomber
- Do 215 B-1: Umzeichnung der restlichen und verbesserten Maschinen der A-Reihe
- Do 215 B-2: ausgestattet mit Schiebedeckel unter Bombenraum; im Bombenraum angebracht war ein Reihenbildgerät Rb 50/30, weitere Bildgeräte im Bereich der Einstiegsklappe und des B-Standes
- Do 215 B-3: zwei Maschinen dieses Typs wurden Ende 1939 auf Grund vertraglicher Bindungen an die Sowjetunion geliefert
- Do 215 B-4: aus der B-2 entwickelter Foto-Aufklärer in verbesserter Ausführung
- Do 215 B-5 „Kauz III“: Umbau von Do 215 B-1 zum Nachtjäger; Ersatz der verglasten Nase durch die solide und aerodynamischere Nase des Vorgängers Do 17 Z-10 „Kauz II“. In der Nase befand sich ein durch Plexiglas abgedeckter Infrarotscheinwerfer für die „Spanner“-Sichtanlage sowie, halbrund darüber angeordnet, vier 7,92-mm-Maschinengewehre MG 17. Optional konnten ein oder zwei 20-mm-Kanonen MG FF in einem Behälter unter dem Rumpf angebracht werden. Mitte 1941 wurde eine Maschine zu Erprobungszwecken mit dem FuG 202 „Lichtenstein-B/C“-Abfangradar ausgerüstet, weitere Einsatzmaschinen wurden ab Mitte 1942 darauf umgerüstet.

## Technische Daten

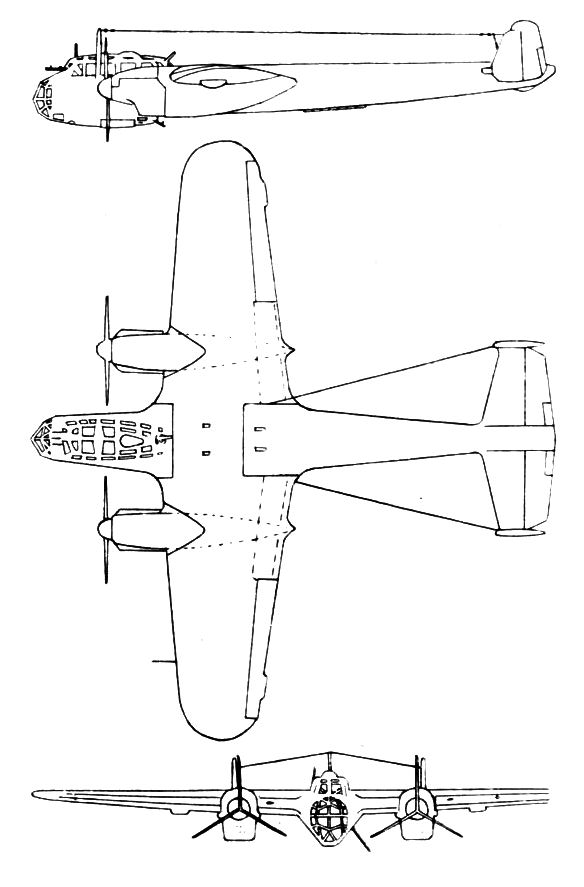
Dreiseitenriss Do 215

| Kenngröße             | Daten der Dornier Do 215 B-4 |
| --------------------- | --- |
| Besatzung             | 4 |
| Länge                 | 15,79 m |
| Spannweite            | 18,00 m |
| Höhe                  | 4,56 m |
| Flügelfläche          | 55,00 m² |
| Flügelstreckung       | 5,9 |
| Leermasse             | 5800 kg |
| Rüstmasse             | 6800 kg |
| max. Startmasse       | 8800 kg |
| Antrieb               | zwei V12-Motoren DB 601 Ba (flüssigkeitsgekühlt), je 1.175 PS (864 kW) Startleistung, wirkend auf metallene 3-Blatt-Verstellluftschrauben |
| Höchstgeschwindigkeit | 485 km/h in 4700 m Höhe |
| Marschgeschwindigkeit | 460 km/h in 4700 m Höhe |
| Landegeschwindigkeit  | 125 km/h |
| Steiggeschwindigkeit  | 2 min auf 1000 m Höhe 13 min auf 5000 m Höhe                                                                                              |
| Dienstgipfelhöhe      | 8200 m |
| Reichweite            | 2450 km |
| Bewaffnung            | 4–6 7,92-mm-MG 15, je 1–2 halbstarr in Frontscheibe, im Bug, im B- und im C-Stand                                                         |
| Ausrüstung            | 2–3 Reihenbildkameras |